# Uhřice (district de Hodonín)
Pour les articles homonymes, voir Uhřice.
Uhřice (en allemand : Auherschitz, précédemment : Uhrzitz ou Uhritz) est une commune du district de Hodonín, dans la région de Moravie-du-Sud, en République tchèque. Sa population s'élevait à 766 habitants en 2020.

## Géographie
Uhřice se trouve à 14 km à l'ouest-nord-ouest de Kyjov, à 26 km au nord-ouest de Hodonín, à 30 km au sud-est de Brno et à 215 km au sud-est de Prague.
La commune est limitée par Dambořice à l'ouest et au nord, par Žarošice et Archlebov à l'est, et par Násedlovice au sud.

## Histoire
La première mention écrite de la localité date de 1336.